# Leighton Abel
Leighton W. Abel (* 22. Februar 1900 in Monona, Iowa; † 23. April 1975 in Guttenberg, Iowa) war ein US-amerikanischer Unternehmer und Abgeordneter im Repräsentantenhaus von Iowa.

## Werdegang
1918 schloss Abel die High School ab und war anschließend in der Versicherungsbranche tätig. In Guttenberg gründete er außerdem die Abel Shoe Company. Abel heiratete in der historischen Little Brown Church in Iowa. Als Republikaner war er von 1951 bis 1955 Abgeordneter im Repräsentantenhaus von Iowa. Nach der Abgeordnetentätigkeit war Abel als Lobbyist aktiv.